# Alternaria panax
Alternaria panax är en svampart som beskrevs av Whetzel 1912. Alternaria panax ingår i släktet Alternaria och familjen Pleosporaceae.   Inga underarter finns listade i Catalogue of Life.